# Orius vicinus
Orius vicinus är en insektsart som först beskrevs av Ribaut 1923.  Orius vicinus ingår i släktet Orius, och familjen näbbskinnbaggar. Arten är reproducerande i Sverige.